# Демократы (партия, Украина)
Всеукраи́нское объедине́ние «Демокра́ты (Демократи́ческая па́ртия)» (укр. Всеукраїнське об'єднання «Демократи (Демократична партія)») — политическая партия на Украине. Основана 21 декабря 1995 года.

## История партии

### Партия национально-экономического развития Украины
Всеукраинское объединение «Демократы» (Партия национально-экономического развития Украины) создана 21 декабря 1995 года в Киеве, официально зарегистрирована Минюстом 25 января 1996 года (регистрационный номер №709).
Главы партии — Валентина Наконечная (1995—2001), Павел Матвиенко (2001—2013), Андрей Павелко (с 2013 года).
I съезд ПНЭРУ состоялся 5 ноября 1997 года. Съезд утвердил избирательный список и предвыборную программу партии. Список партии (53 кандидата) был утвержден Центральной избирательной комиссией 18 декабря 1997 года.
На парламентских выборах 1998 года, партию поддержало 250 176 избирателей (0.94 %), ни один представитель партии не прошел в Верховную раду.
В сентябре 1999 года партия провела ІІ съезд, на котором были рассмотрены вопросы о принятии новой редакции программы и устава партии, а также о поддержке кандидата в Президенты Украины. На президентских выборах 1999 года партия вошла в состав блока «Наш выбор — Леонид Кучма!».
В марте 2001 года состоялся IIІ съезд партии, на котором была утверждена новая редакция устава и программы партии, обновлен состав политического совета и ревизионной комиссии. Главой партии был избран Павел Матвиенко.
20 января 2002 года состоялся внеочередной съезд ПНЭРУ, на котором была утверждена предвыборная платформа и принято решение поддержать на выборах в Верховную раду блок партий «За единую Украину!». Съезд утвердил список кандидатов от партии в мажоритарных округах. По результатам выборов в Верховную раду прошел только лидер партии Павел Матвиенко, избранный по мажоритарному округу № 66 (Житомирская область).
14 марта 2003 года состоялся IV съезд партии (присутствовало 115 делегатов), на котором были внесены изменения в устав партии.
16 июля 2004 года состоялся V внеочередной съезд ПНЭРУ. На съезде была проанализирована социально-политическая ситуация, а также принято решение о поддержке на президентских выборах Виктора Януковича.
28 мая 2005 года состоялся VI внеочередной съезд партии, на котором был избран политсовет партии и внесены изменения в устав ПНЭРУ.
3 декабря 2005 года на VII внеочередном съезде ПНЭРУ был утвержден список кандидатов и программа партии на выборах в Верховную раду Украины 2006 года. В первую пятёрку списка партии вошли: 
1. Матвиенко, Павел Владимирович
2. Яцкив, Ярослав Степанович
3. Слуцкий, Николай Георгиевич
4. Петринюк, Василий Андреевич
5. Данилов, Валерий Яковлевич

По данным ЦИК на выборах в Верховную раду Украины V созыва партия набрала 60 195 (0,23%) голосов.
На выборах в Верховную раду Украины 2007 года партию поддержало 33 490 избирателей (0.14 %).
Первая «пятёрка»:
1. Матвиенко, Павел Владимирович
2. Слуцкий, Николай Георгиевич
3. Данилов, Валерий Яковлевич
4. Фурман, Василий Николаевич
5. Стецька, Кристина Ярославовна

### Всеукраинское объединение «Демократы»
В октябре 2013 года бывшие члены ликвидированного «Фронта перемен», среди которых экс-глава Киевской областной организации «Фронт перемен», народный депутат Андрей Павелко, экс-глава Днепропетровской областной организации «Фронт перемен», народный депутат Владимир Полочанинов, экс-глава Запорожской областной организации «Фронт перемен» Эдуард Гугнин, экс-глава Черниговской областной организации «Фронт перемен» Александр Нерета, экс-глава Днепропетровской городской организации «Фронт перемен» Камиль Примаков, объявили о создании новой политической партии.
В 2013 году партия национально-экономического развития Украины была переименована в Всеукраинское объединение «Демократы (Демократическая партия)». Лидером ВО «Демократы» стал народный депутат Андрей Павелко.
28 апреля 2014 года Киевская территориальная избирательная комиссия зарегистрировала 39 кандидатов от Всеукраинского объединения «Демократы» в депутаты Киевсовета по партийному списку и 38 кандидатов по мажоритарным избирательным округам Киева на выборах 25 мая 2014 года. Кандидатом на пост городского головы Киева от ВО «Демократы» стал автогонщик, журналист и телеведущий Алексей Мочанов.